# Брезанд (Зеландія)
Брезанд (нід. Breezand) — селище в нідерландській провінції Зеландія. Входить до муніципалітету Вере.
Його площа становить 0,57 км², а населення станом на 2021 рік складало 35 осіб.